# Etymologisch woordenboek van het Nederlands
Het Etymologisch woordenboek van het Nederlands (EWN) is een vierdelig etymologisch woordenboek dat de herkomst van Nederlandse woorden tracht te verklaren.

## Geschiedenis
Het EWN is in de tweede helft van de jaren 1980 door dr. Willy J.J. Pijnenburg opgezet. Begin jaren 1990 droeg hij het project over aan dr. Marlies L.A.I. Philippa. Van 1997 tot april 2005 is het project financieel gesteund door veel instellingen, fondsen en particulieren. Voor het beheer van de financiën werd een speciale stichting opgericht, de Kiliaanstichting.
Door financiële problemen duurde het tot november 2003 voordat het eerste deel van het EWN kon worden uitgegeven. De volgende drie delen zijn telkens met tussenpozen van twee jaar verschenen. In 2005 is het project ondergebracht bij het Leidse Instituut voor Nederlandse Lexicologie (vanaf september 2016: Instituut voor de Nederlandse Taal, INT) te Leiden.
De gebonden uitgave van het EWN bestaat uit vier delen. De delen zijn verschenen tussen 2003 en 2009. Voor licentiehouders is er ook een webeditie, welke regelmatig wordt geactualiseerd. Het woordenboek staat onder redactie van dr. Frans Debrabandere, dr. Marlies Philippa (hoofdredactrice), prof. dr. Arend Quak, dr. Tanneke Schoonheim en dr. Nicoline van der Sijs.